# Caltaboș
Le caltaboș est une charcuterie d'origine roumaine et moldave.
Le caltaboș est une sorte d’andouille faite principalement d’organes de porc emballés dans un boyau. Le caltaboș utilise tous les organes internes du porc. Poumons, cœur, foie, reins, rate, couenne, lard, viande et graisse de la tête du porc sont bouillis dans de l’eau salée, hachés et mélangés avec une petite quantité de riz bouilli, des oignons, de l’ail et des épices (sel, poivre, coriandre, noix de muscade, clous de girofle, genièvre, etc.) avant d’être emballés dans des boyaux de porc lavés plusieurs fois à l’eau claire ou au vinaigre et bouillis à nouveau.
Le caltaboș peut être consommé frais ou fumé et se mange froid avec de la moutarde.

## Variantes
Dans les villages des monts Apuseni, il existe une variante de cette charcuterie qui s'appelle călbaj qui entre dans la composition des sarmale. Si on ajoute du sang à la composition du caltaboș, on obtient ce qu'on appelle du sângerete.